# Marcos Criado

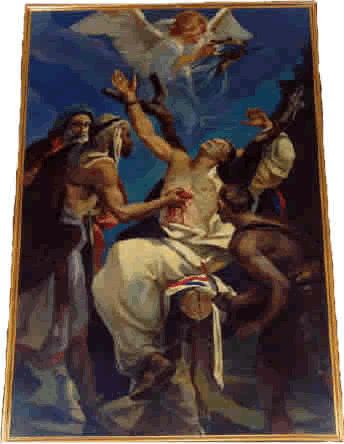
Quadre amb el martiri del sant

Marcos Criado (Andújar, 1522 - La Peza, Alpujarras, 25 de setembre de 1569) fou un frare trinitari, mort màrtir mentre predicava. És venerat com a beat per l'Església catòlica.

## Biografia
Marcos Criado va néixer a Andújar en 1522. De petit va mostrar molta pietat i devoció envers la Mare de Déu. Aviat ingressa al convent dels trinitaris calçats del seu poble, on va estudiar i es va ordenar sacerdot. Es dedicà preferentment a la predicació i predicà a Andújar, Ronda, Jaén i Úbeda. Es va oferir com a missioner quan els bisbes de Guadix i Almeria, cap al 1560 van demanar-ne als trinitaris per a predicar entre els moriscos. S'oferiren Pedro de San Martín, que morí abans d'arribar-hi, i Marcos Criado.
Criado va marxar a les Alpujarras (Granada), on vivia gran quantitat de moriscos. Fou nomenat vicari del rector de La Peza, des d'on visitava els altres pobles de la serralada. Va confortar els cristians de la regió i va predicar l'evangeli als musulmans. Va rebre amenaces i fou colpejat i apallissat diversos cops, però no en feu cas i continuà predicant. Va parlar amb el cabdill dels rebels moriscos perquè deixés tranquils els cristians, però no va tenir èxit i fou torturat i deixat per mort. Recuperat, però, continuà la seva tasca.
L'agreujament del conflicte entre les autoritats i els moriscos fa que esclati la rebel·lió de les Alpujarras i que els rebels comencin a perseguir els cristians i matin els sacerdots de Vera: Criado ha de fugir de Cadiar per salvar-se'n i torna a Peza. El 21 de setembre de 1569 un grup de moriscos atacà el poble, el prengué, l'apallissà i el lligà a un arbre, instant-lo a abjurar del cristianisme. El van deixar per mort i, en trobar-lo viu encara, li obriren el pit i li'n tragueren el cor.

## Veneració
Segons la llegenda, el cor lluïa i portava inscrit el monograma de Crist (IHS), la qual cosa va fer que molts moriscos es convertiren. Fou venerat com a màrtir des de la seva mort, culte que fou confirmat quan Lleó XIII el beatificà en 1899.